# Donja Vijaka
Donja Vijaka (Доња Вијака) är en by i kommunen Općina Vareš i kantonen Zenica-Doboj i nordöstra Federationen Bosnien och Hercegovina. År 2013 hade byn 37 invånare.